# 新古塔 (新烏希齊亞區)
48°40′25″N 27°22′18″E / 48.67361°N 27.37167°E
新古塔（烏克蘭語：Нова Гута），是烏克蘭西部的村莊，隸屬赫梅利尼茨基州的卡緬涅茨-波多利斯基區。該村始建於1662年，面積1.28平方公里，海拔高度262米，2001年人口325。